# Time after time〜花舞う街で〜
「Time after time 〜花舞う街で〜」（タイム アフター タイム はなまうまちで）は、日本の歌手・倉木麻衣の楽曲。倉木の15枚目のCDシングルおよび、3か月連続シングルリリースの第1弾として2003年3月5日にGIZA Studioから発売された。シングル盤の規格品番はGZCA-7011。

## 概要
表題曲「Time after time 〜花舞う街で〜」は、アニメーション映画『名探偵コナン 迷宮の十字路』主題歌。なお、映画で使用されたものとシングル盤に収録されているものはイントロが異なり、映画で使用されたものはアルバム『If I Believe』に収録されている（のちに10周年記念のベスト・アルバム『ALL MY BEST』と15周年記念ベストアルバム『MAI  KURAKI BEST 151A -LOVE & HOPE-』、コンピレーションアルバム『倉木麻衣×名探偵コナン COLLABORATION BEST 21 -真実はいつも歌にある!-』にも収録される）。シングルバージョンは後に5周年記念ベストアルバム『Wish You The Best』に初収録された。
楽曲に関して倉木は「日本には素晴らしい四季がある。それは特に京都で強く感じられ、そこでの学生生活を過ごした中、桜の花が散るのを見て綺麗だなと思い作った」と語っている。当時倉木は立命館大学の学生で、衣笠キャンパスに通学していた。また、発売1か月後の4月から1年間、地元京都のFM局α-STATIONで自身の番組『MAI-K Baby I Like』を担当した。
大野愛果とCybersoundによるコラボレーション作品は、シングルA面曲では2007年発売の26thシングル「Season of love」まで3年11か月登場しなかった。作曲を担当した大野愛果は後に2013年12月発売のアルバム『Silent Passage』でセルフカバーをした。
2017年4月12日に発売された41枚目のシングル「渡月橋 〜君 想ふ〜」において「Time after time〜花舞う街で〜(TIME TRAVEL PARADOX REMIX)」が収録されている。
また同シングルの大ヒットにより同じく京都をテーマにしたこの楽曲も注目を受け、Billboard Japan Hot 100にて100位を記録した。

## 収録曲
1. Time after time 〜花舞う街で〜 (4:04)
作詞: 倉木麻衣、作曲: 大野愛果、編曲: Cybersound
2. Natural (4:30)
作詞: 倉木麻衣、作曲: 大野愛果、編曲: Cybersound
3. Time after time 〜花舞う街で〜〈Instrumental〉(4:01)

## スタッフ・クレジット
- 倉木麻衣 – コーラス（#2）
- ジョニー・リスク – ギター
- 池田大介：キーボード（#1）
- ミゲル・サ・ペソア – キーボード（#1）
- マイケル・アフリック – コーラス

## 収録アルバム
- If I Believe（theater version）
- THE BEST OF DETECTIVE CONAN 2 〜名探偵コナン テーマ曲集2〜
- Wish You The Best
- THE BEST OF DETECTIVE CONAN 〜The Movie Themes Collection〜
- ALL MY BEST（theater version）
- MAI KURAKI BEST 151A -LOVE & HOPE-（theater version）
- 劇場版 名探偵コナン 主題歌集 〜“20”All Songs〜
- 倉木麻衣×名探偵コナン COLLABORATION BEST 21 -真実はいつも歌にある!- (theater version)
- Mai Kuraki Single Collection 〜Chance for you〜
- 渡月橋 〜君 想ふ〜 (TIME TRAVEL PARADOX REMIX)